# Cantone di La Côte-Saint-André
Il Cantone di La Côte-Saint-André era una divisione amministrativa dell'arrondissement di Vienne.
A seguito della riforma approvata con decreto del 18 febbraio 2014, che ha avuto attuazione dopo le elezioni dipartimentali del 2015, è stato soppresso.

## Composizione
Comprendeva i comuni di:
- Arzay
- Balbins
- Bossieu
- Champier
- Commelle
- La Côte-Saint-André
- Faramans
- Gillonnay
- Mottier
- Nantoin
- Ornacieux
- Pajay
- Penol
- Saint-Hilaire-de-la-Côte
- Sardieu
- Semons